# Bílá (Libereci járás)
Bílá település Csehországban, Libereci járásban. Bílá Sychrov, Proseč pod Ještědem, Šimonovice, Vlastibořice, Hodkovice nad Mohelkou, Kobyly és Český Dub településekkel határos. Lakosainak száma 965 fő (2024. január 1.).

## Népesség
A település lakosságának változását az alábbi diagram mutatja:
| Lakosok száma | 1915 | 1871 | 1646 | 1068 | 769  | 803  | 945  | 948  | 969  | 965  |
|               | 1869 | 1890 | 1921 | 1950 | 1980 | 2001 | 2017 | 2019 | 2022 | 2024 |